# 紹斯蔡斯 (佛羅里達州)
紹斯蔡斯（英語：Southchase）是位於美國佛羅里達州橙縣的一個人口普查指定地區。

## 地理
紹斯蔡斯的座標為28°23′26″N 81°22′49″W / 28.39056°N 81.38028°W，而該地最高點為海拔高度27米（即89英尺）。

## 人口
根據2010年美國人口普查的數據，紹斯蔡斯的面積為17.70平方千米，當中陸地面積為17.70平方千米，而水域面積為0.00平方千米。當地共有人口15921人，而人口密度為每平方千米899人。